# Vera Zozuļa
Vera Zozuļa (n. 15 ianuarie 1956, Talsi⁠(d), Republica Sovietică Socialistă Letonă, URSS) este o sportivă ce a reprezentat Uniunea Republicilor Sovietice Socialiste, medaliată olimpică. A participat la 2 ediții ale Jocurilor Olimpice (1980, 1984) în care a câștigat o medalie de aur.